# كارلوس باستوس
كارلوس باستوس (بالبرتغالية: Carlos Bastos‏) هو رسام برازيلي، ولد في 12 أكتوبر 1925، وتوفي في 12 مارس 2004.